# Manifeste d'octobre

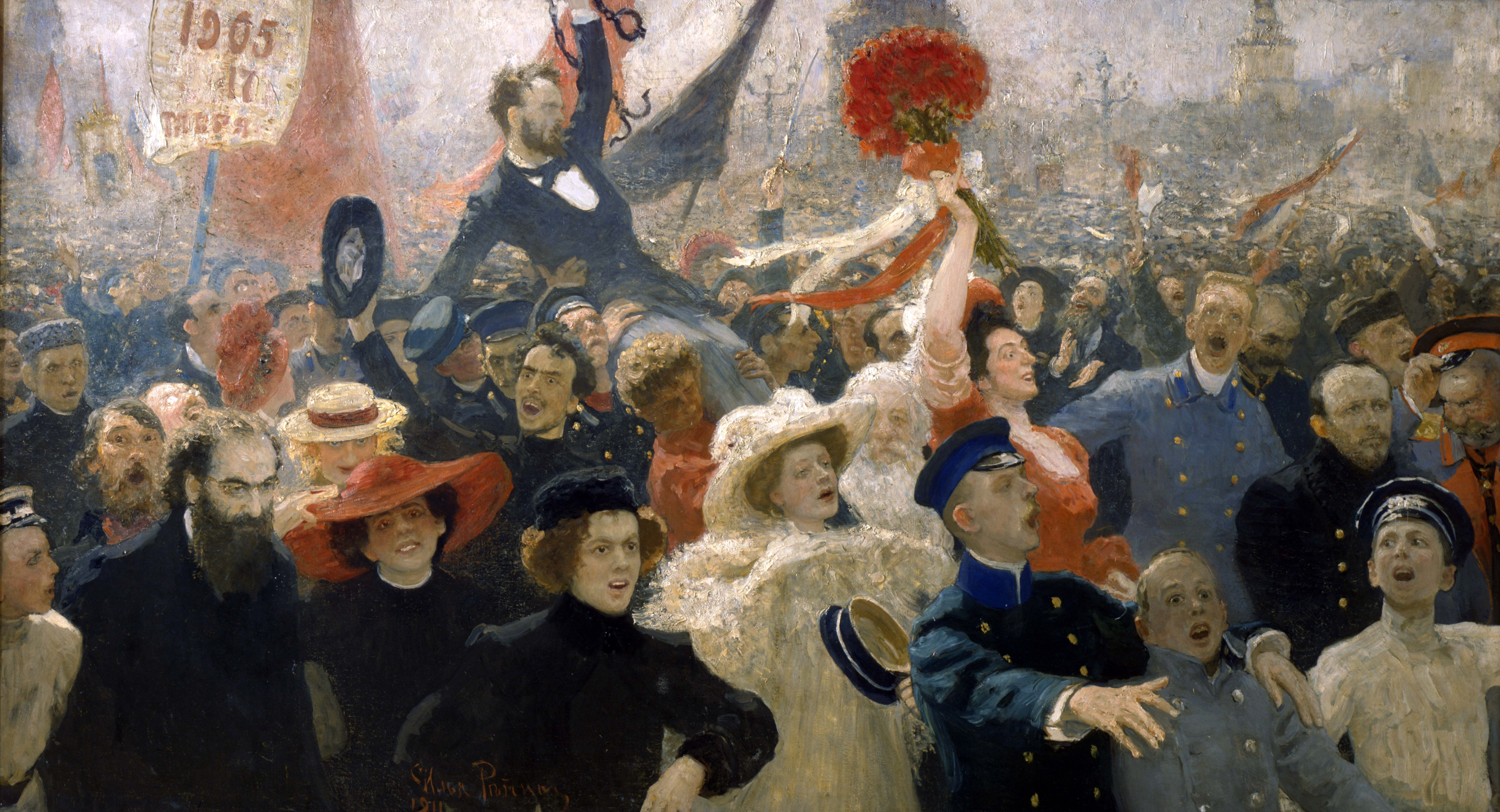
Manifestation du 17 octobre 1905 par Ilia Répine (musée de l'Ermitage, Saint-Pétersbourg).

Le Manifeste d'octobre (en russe : Октябрьский Манифест) est un manifeste suprême signé le 17 octobre 1905 (30 octobre dans le calendrier grégorien) par l'empereur Nicolas II de Russie sous l'influence de Serge Witte, en réponse aux troubles de la révolution russe de 1905.

## Contexte
Pour un article plus général, voir Révolution russe de 1905.

## Contenu

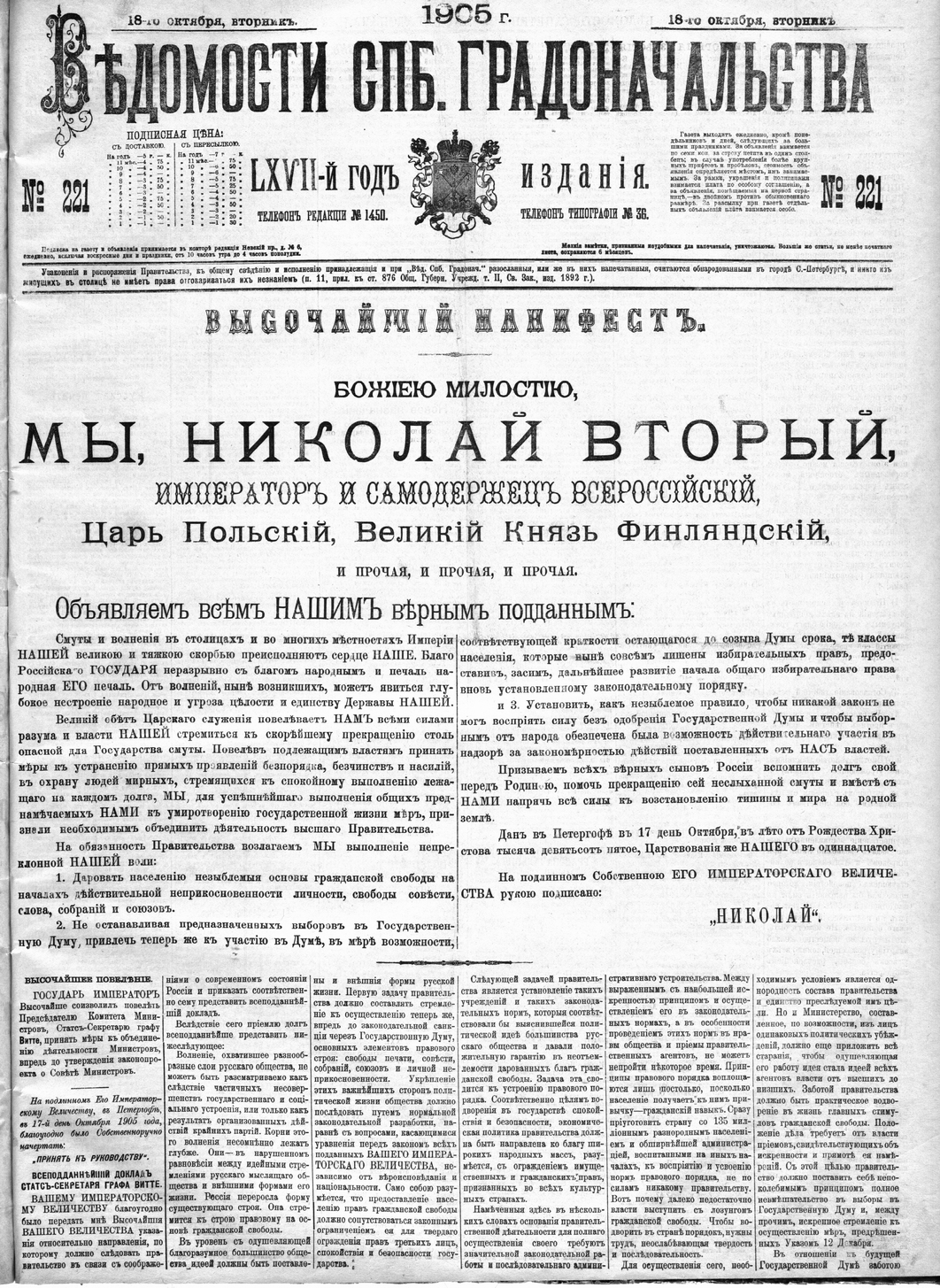

Le titre officiel de ce document est Manifeste sur le perfectionnement de l'ordre de l'État (russe : Манифест об усовершенствовании государственного порядка). Il répondait à l'agitation révolutionnaire dans l'Empire russe et s'engageait à accorder des libertés civiques au peuple, dont la liberté de culte, la liberté de parole, la liberté de réunion, la liberté d'association, l'introduction du suffrage universel masculin, et une large participation à la Douma d'État de l'Empire russe nouvellement créée. 
Il comportait un décret selon lequel aucune loi n'entrerait en vigueur sans le consentement de la Douma. Le manifeste a été précurseur de la première constitution russe de 1906.
En réalité, le Manifeste (de même que la Constitution) n'a pas entraîné un accroissement significatif des libertés ou de la représentation politique pour la plupart des Russes. L'empereur a continué d'exercer son pouvoir de veto sur la Douma et l'a dissoute plusieurs fois. Le Coup de force du 3 juin 1907 a ruiné les progrès réalisés au début de la révolution de 1905 en établissant un système censitaire qui assurait la majorité à la fraction pro-gouvernementale à la Douma.

## Réception
Le manifeste impérial rallie à la politique d'ouverture de Nicolas II certains membres des classes moyennes urbaines et rurales (membres du zemstvo, propriétaires terriens) et de nombreux paysans.
L'opposition est divisée par le Manifeste. Les cadets sont apaisés à l'idée d'avoir accès à la liberté de parole et à un gouvernement représentatif. Cependant, les marxistes soutiennent que Nicolas II a en réalité seulement fait une petite concession. Selon eux, la Douma n'était qu'une coquille de démocratie, car l'assemblée ne pouvait pas voter des lois sans avoir l'approbation impériale et la liberté de parole était limitée. La dissolution des deux premières Douma a également montré que Nicolas II maintenait son pouvoir autocratique.

## Source
- (en) Cet article est partiellement ou en totalité issu de l’article de Wikipédia en anglais intitulé « October Manifesto » (voir la liste des auteurs).